# Typhlocyba euphrosyne
Typhlocyba euphrosyne är en insektsart som först beskrevs av Anufriev 1968.  Typhlocyba euphrosyne ingår i släktet Typhlocyba och familjen dvärgstritar. Inga underarter finns listade i Catalogue of Life.